# Sinagoga Beth-El di Bloomfield
La sinagoga Beth-El di Bloomfield Hills, così denominata dal nome della congregazione ebraica che l'ha edificata nel 1973, è la terza sinagoga monumentale costruita dalla congregazione Beth-El nell'area di Detroit dopo la sinagoga vecchia Beth-El di Detroit (ora Teatro Bonstelle di Detroit) e la sinagoga nuova Beth-El di Detroit (ora chiesa).

## Storia e descrizione
La congregazione Beth-El, la più antica di Detroit, si era costituita nel 1850. Nella prima metà del Novecento, la congregazione aveva costruito due edifici su Woodward Avenue a Detroit: la sinagoga vecchia Beth-El di Detroit (ora Teatro Bonstelle di Detroit) nel 1903 e quindi nel 1922 la sinagoga nuova Beth-El di Detroit (ora chiesa).
Sempre seguendo gli spostamenti demografici nella residenza dei suoi membri, già nei primi anni Cinquanta si cominciò a discutere di un possibile trasferimento. Nel 1966 si acquistò il terreno a Bloomfield Hills (Michigan), lungo Telegraph Avenue all'altezza di 14 Mile Road.
Il progetto di costruzione della nuova sinagoga fu affidato al celebre architetto giapponese Minoru Yamasaki che ideò una gigantesca tenda in cemento ad accogliere la numerosa congregazione, con un chiaro riferimento alla biblica tenda dell'incontro nel deserto del Sinai.
Nel 1973 i lavori furono completati e la congregazione Beth-El lasciò definitivamente il centro di Detroit, ed il vecchio edificio su Woodward Avenue fu venduto ad una congregazione cristiana.
La nuova sinagoga di Bloomfield è oggi il centro moderno di una delle più attive congregazione riformate degli Stati Uniti. L'audace struttura, capace di ospitare più di 1800 persone a sedere, resta come uno degli esempi più significativi nell'architettura sinagogale della seconda metà del Novecento.